# John Tripp
John Tripp (* 4. Mai 1977 in Kingston, Ontario) ist ein deutsch-kanadischer Eishockeytrainer und ehemaliger -spieler. Er war bis März 2018 Cheftrainer des Braehead Clan in der britischen Elite Ice Hockey League.
Karrierestationen als Spieler waren unter anderem die New York Rangers und Los Angeles Kings aus der National Hockey League. Darüber hinaus war er deutscher Nationalspieler.
In Deutschland wurde er vor allem durch seine langjährige Spielzeit in der DEL für verschiedene Clubs bekannt, am längsten war er für die Kölner Haie aktiv.

## Karriere

### Anfänge
John Tripp spielte zu Beginn seiner Profi-Karriere zunächst drei Jahre in der kanadischen Juniorenliga Ontario Hockey League bei den Oshawa Generals. Während des NHL Entry Draft 1995 wurde der Flügelstürmer von den Colorado Avalanche in der dritten Runde an insgesamt 77. Position ausgewählt. Da die Avalanche von ihren Rechten keinen Gebrauch machten, stand Tripp jedoch zwei Jahre später noch einmal zur Wahl und wurde an 42. Stelle von den Calgary Flames gezogen, für die er aber ebenfalls nie ein Spiel absolvierte. 1997 gewann der Kanadier mit den Oshawa Generals den J. Ross Robertson Cup als Sieger der OHL-Play-offs. Von 1997 bis 2002 spielte der Rechtsschütze in den drei nordamerikanischen Minor-Leagues American Hockey League, International Hockey League und East Coast Hockey League für insgesamt neun verschiedene Teams. Erst zur Spielzeit 2002/03 erhielt er Einsätze in der höchsten Spielklasse National Hockey League für die New York Rangers.

### 43 Spiele in der NHL und Wechsel nach Deutschland
Dort absolvierte John Tripp neun Partien, in denen er drei Scorerpunkte erzielen sowie eine Plus/Minus-Statistik von +1 aufweisen konnte. Die Verantwortlichen der Rangers setzten den Kanadier jedoch überwiegend bei den Hartford Wolf Pack, ihrem damaligen Farmteam, in der AHL ein und gaben ihn zur folgenden Spielzeit an die Los Angeles Kings ab. Nachdem er sich hier ebenfalls nicht durchsetzen konnte und ebenfalls öfters in der AHL zum Einsatz kam, unterschrieb der Angreifer zur Saison 2004/05 einen Vertrag bei den Adler Mannheim in der Deutschen Eishockey Liga, wo er insgesamt zwei Jahre spielte.
Da John Tripp deutsche Vorfahren besitzt, erhielt er 2006 einen deutschen Pass. Seitdem besetzte er in der DEL keine Ausländerstelle mehr und war auch für die deutsche Nationalmannschaft spielberechtigt. Da die Mannheimer Adler im Sommer 2006 ihre Mannschaft umstrukturierten und Tripp in den Planungen des Vereins keine Rolle mehr spielte, wechselte er zum Ligakonkurrenten ERC Ingolstadt. Bei den Panthern zeigte der gebürtige Kanadier ansprechende Leistungen und zog somit das Interesse der Hamburg Freezers auf sich, die ihn zur Spielzeit 2007/08 an die Elbe transferierten.
Im Oktober 2010 unterschrieb er einen Vertrag bei den Kölner Haien mit einer Laufzeit bis 2011, nachdem er zu Saisonbeginn bei den Hannover Scorpions trainiert und sechs DEL-Partien absolviert hatte. Tripp spielte bis zum Ende der Saison 2014/15 für die Haie und hatte zwischen 2011 und 2015 das Kapitänsamt inne. Tripp wurde insgesamt dreimal deutscher Vizemeister (2004/05, 2012/13 und 2013/14).

### Karriereausklang in der DEL2
Am 8. September 2015 gaben die Eispiraten Crimmitschau aus der DEL2 die befristete Verpflichtung des deutsch-kanadischen Angreifers bekannt. Er absolvierte letztlich 45 DEL2-Partien für den Verein und fungierte nach einem Zehenbruch zeitweilig als Co-Trainer der Mannschaft. Nach der Saison 2015/16 beendete er seine Karriere als Spieler.

### International
Ab dem Jahr 2007 gehörte John Tripp der deutschen Nationalmannschaft an, mit der er im gleichen Jahr an der Weltmeisterschaft in Russland teilnahm. Dort konnte der Stürmer mit der deutschen Mannschaft den Klassenerhalt sichern und verpasste nur knapp das Viertelfinale. Der Rechtsschütze absolvierte sechs Spiele, in denen er drei Scorerpunkte sowie eine Plus/Minus-Statistik von −1 verbuchen konnte. Ein Jahr später nominierte ihn der ehemalige Bundestrainer Uwe Krupp erneut für das Team, welches an der Weltmeisterschaft 2008 in Kanada teilnahm. Insgesamt absolvierte Tripp 110 Länderspiele für Deutschland und nahm an sechs WM-Turnieren sowie den olympischen Spielen 2010 teil. Sein größter Erfolg im Nationaltrikot war das Erreichen des Halbfinales bei der Weltmeisterschaft 2010.

## Trainertätigkeit
Am 27. Dezember 2016 übernahm Tripp das Cheftraineramt bei den Eispiraten Crimmitschau aus der DEL2 und führte die Mannschaft in der Abstiegsrunde zum Klassenverbleib. Nach dem Ende der Spielzeit 2016/17 trennten sich Tripp und die Eispiraten. Zur Saison 2017/18 wurde John Tripp als Cheftrainer des Eishockeyclubs Braehead Clan aus der Elite Ice Hockey League vorgestellt. Er führte die Mannschaft auf den neunten Rang in der Punktrunde, nach dem Ende der Saison endete seine Amtszeit beim Clan. Tripp kehrte nach Kanada zurück, wo er als Nachwuchstrainer und Inhaber einer Eishockeyakademie tätig wurde. 2018 nahm er als Trainer an einem Jugendtrainingslager der Los Angeles Kings in Mexiko teil.

## Medientätigkeiten
Ab Januar 2016 trat Tripp zeitweilig als Experte in Centre Ice, einer Sendung über die Champions Hockey League (CHL), und als Kommentator von CHL-Spielen auf. Bei der Weltmeisterschaft 2017 arbeitete er als Kommentator für den kanadischen Sender TSN.

## Soziales Engagement
John Tripp engagierte sich neben seiner Tätigkeit als Eishockeyprofi für viele karitative Zwecke. So rief er vor einiger Zeit eine wohltätige Einrichtung namens „Tripp-Charity“ ins Leben, mit der er Geld für krebskranke Kinder sammelte. Durch verschiedene Aktionen, wie zum Beispiel die Versteigerung eines seiner Trikots während eines Heimspiels der Hamburg Freezers, sammelte Tripp, der selbst an Krebs erkrankt war, die Spenden der Unterstützer. Zudem unterstützten ihn dabei Christian Ehrhoff, Dennis Seidenberg, Marcel Goc sowie Christoph Schubert. Das gesammelte Geld stellte er der „Fördergemeinschaft Kinderkrebs-Zentrum Hamburg e. V.“ zur Verfügung. In seiner Zeit in Köln gingen die Spenden der Jahre 2011 (19.000 Euro) und 2012 (17.850 Euro) an den „Förderverein Kinderkrankenhaus Amsterdamer Straße Köln e. V.“ und 2013 ging die Summe von 30.397,57 Euro an den „Förderverein für krebskranke Kinder e. V. Köln“.

## Erfolge und Auszeichnungen
- 1997 J.-Ross-Robertson-Cup-Gewinn mit den Oshawa Generals
- 2003 Teilnahme am AHL All-Star Classic
- 2009 Bester Stürmer der Olympia-Qualifikationsgruppe E

## Persönliches
Tripps Großeltern wanderten 1953 von Deutschland nach Kanada aus. Tripps Spitzname ist Hans – nach seinem Großvater, der aus Lahr stammt.
Er ist mit Taryn Turnbull verheiratet, die Basketball an der Tulane University und in der zweiten deutschen Bundesliga spielte. Sein Schwager Stuart Turnbull war Basketballprofi in Deutschland.

## Karrierestatistik
(Legende zur Spielerstatistik: Sp oder GP = absolvierte Spiele; T oder G = erzielte Tore; V oder A = erzielte Assists; Pkt oder Pts = erzielte Scorerpunkte; SM oder PIM = erhaltene Strafminuten; +/− = Plus/Minus-Bilanz; PP = erzielte Überzahltore; SH = erzielte Unterzahltore; GW = erzielte Siegtore; 1 Play-downs/Relegation; Kursiv: Statistik nicht vollständig)